# Рдесник кучерявий
Рдесник кучеря́вий (Potamogeton crispus) — багаторічна водяна рослина родини рдесникових.

## Морфологічна характеристика

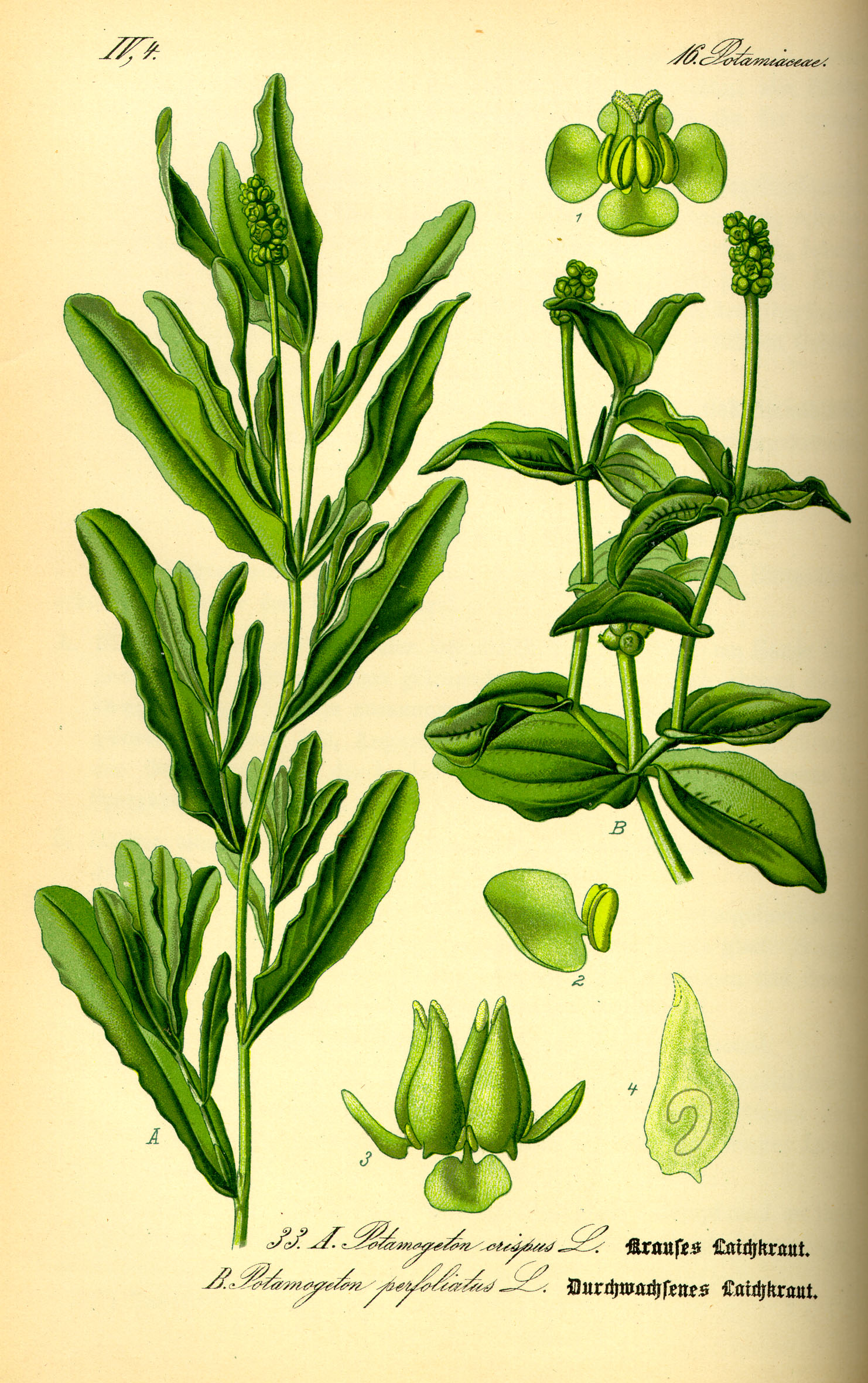
Рдесник кучерявий та рдесник пронизанолистий у книзі Отто Томе «Флота Німеччини, Австрії та Швейцарії», 1885

Багаторічна водяна рослина з невеликим стеблом і листям, 4-6 см завдовжки і 0,7-1,3 см завширшки. Листя повністю відповідає назві — воно сильно хвилясте, з дрібними зубчиками по краю. Стебло — гіллясте, чотиригранне, сплюснуте, червонувате, тонке, 1-2 м завдовжки, нагадує морські водорості. Окремі пагони можуть відламуватися і продовжувати розвиток в вільноплаваючому вигляді.
Суцвіття — колос. Тичинок і приймочок — по чотири.
Рдесник кучерявий повністю занурений у воду, лише під час цвітіння дрібні жовтуваті квітки піднімаються над водою і запилюються вітром. Плід — дрібна горіхоподібна кістянка з гачкоподібно загнутим носиком, рівним довжині плоду.
Росте в застійних і повільно протічних водах на глибині 0,1-3,5 м. Може рости при низьких температурах і дуже слабкому освітленні. Ця властивість забезпечує виду домінування у водних угрупованнях. Зимує на дні водойми у вигляді кореневищ і зимуючих бруньок.
Рдесник кучерявий поширений в обох півкулях (крім тропічної зони). До Північної Америки з Європи його завезли як цінний вид для риборозведення у ставках, але, розмножившись в багатьох водоймах, він інколи витісняє не менш цінні місцеві види.

## Застосування
Препарати, виготовлені з надземних частин рдестника кучерявого (відвари, напари), в традиційній медицині народів Далекого Сходу вживали зовнішньо — при забиттях і пухлинах травматичного або запального походження, при суглобових і м'язових болях.
Всі рдесники містять багато вапна, тому можуть використовуватися як добриво.
Рдесниками харчуються водні молюски, комахи, риби; на їх підводних частинах — відкладають ікру.